# Johannes Dale
Johannes Dale (Lørenskog, 23 de mayo de 1997) es un deportista noruego que compite en biatlón.
Ganó tres medallas en el Campeonato Mundial de Biatlón, en los años 2020 y 2021, y una medalla de oro en el Campeonato Europeo de Biatlón de 2022.

## Palmarés internacional
| Campeonato Mundial | Campeonato Mundial   | Campeonato Mundial | Campeonato Mundial |
| Año                | Lugar                | Medalla            | Prueba             |
| ------------------ | -------------------- | ------------------ | ------------------ |
| 2020               | Anterselva (Italia)  | Medalla de plata   | Relevo             |
| 2021               | Pokljuka (Eslovenia) | Medalla de plata   | Salida en grupo    |
| 2021               | Pokljuka (Eslovenia) | Medalla de bronce  | Individual         |
| Campeonato Europeo |                      |                    |                    |
| Año                | Lugar                | Medalla            | Prueba             |
| 2022               | Arber (Alemania)     | Medalla de oro     | Relevo mixto       |